# 압둘라 파와즈
압둘라 파와즈 아프라 바이트 압둘가푸르((아랍어: عبد الله فواز, Abdullah Fawaz Afrah Bait Abdulghafur, 1996년 10월 3일 ~ )는 오만의 축구 선수로 현재 도파르 클럽에서 미드필더로 활동 중이며 오만 축구 국가대표팀의 일원으로도 활동하고 있다.